# Умбетей жырау
Умбетей жырау (Умбетей Тлеуулы) (каз. Үмбетей жырау (Үмбетей Тілеуұлы)) — казахский жырау. Происходит из рода канжыгалы племени аргын.

## Творчество
Будучи участником борьбы казахов против джунгарского нашествия, Умбетей жырау в своей поэзии исторически точно отразил события того времени. Историческая достоверность и высокий художественный уровень его произведений отражены в жоктау (плаче) по погибшему батыру Богенбаю из рода канжигали и естирту (траурная весть) об этом хану Абылаю. В жоктау он воспевает народного батыра, отличившегося своей храбростью в борьбе против джунгар, а в естирту — убеждает Абылая в том, что ханская власть держится именно на таких батырах.
Толгау о жизни Бухар жырау является высокохудожественным произведением, полным исторических сведений, где остро обличаются несправедливые поступки старших братьев Бухар жырау — Боке и Жаушара.
Основная тема произведений Умбетей жырау — защита казахского народа от иноземных захватчиков, борьба народа за свою независимость, дружба и согласие среди казахов. Он смело изобличал несправедливость по отношению к народу, был честен и решителен, говорил правду в лицо ханам и султанам.

## Память
В 2000 году имя Умбетей жырау было присвоено Ерейментаускому районному дому культуры.